# Analisi SWOT

Diagramma illustrativo di una matrice SWOT

L'analisi SWOT (conosciuta anche come matrice SWOT) è uno strumento di pianificazione strategica usato per valutare i punti di forza (Strengths), le debolezze (Weaknesses), le opportunità (Opportunities) e le minacce (Threats) di un progetto o in un'impresa o in ogni altra situazione in cui un'organizzazione o un individuo debba prendere una decisione per il raggiungimento di un obiettivo. L'analisi può riguardare l'ambiente interno (analizzando punti di forza e di debolezza) o esterno di un'organizzazione (analizzando minacce ed opportunità).

## Fasi dell'analisi SWOT
Queste sono le fasi che tipicamente vengono seguite durante un'analisi SWOT:
- si definisce uno stato finale desiderato (o obiettivo);
- si definiscono i punti principali dell'analisi SWOT, che sono:
  - punti di forza: le attribuzioni dell'organizzazione che sono utili a raggiungere l'obiettivo;
  - debolezze: le attribuzioni dell'organizzazione che sono dannose per raggiungere l'obiettivo;
  - opportunità: condizioni esterne che sono utili a raggiungere l'obiettivo;
  - minacce: condizioni esterne che potrebbero recare danni alla performance;
- a partire dalla combinazione di questi punti sono definite le azioni da intraprendere per il raggiungimento dell'obiettivo, per cui la matrice SWOT si presenta nella seguente maniera:

| Analisi SWOT                                                                       | Qualità utili al conseguimento degli obiettivi | Qualità dannose al conseguimento degli obiettivi |
| ---------------------------------------------------------------------------------- | ---------------------------------------------- | ------------------------------------------------ |
| Elementi interni (riconosciuti come costitutivi dell'organizzazione da analizzare) | Punti di forza                                 | Punti di debolezza                               |
| Elementi esterni (riconosciuti nel contesto dell'organizzazione da analizzare)     | Opportunità                                    | Minacce                                          |

- i responsabili stabiliscono se l'obiettivo è raggiungibile rispetto ad una data matrice SWOT. Se l'obiettivo non è raggiungibile, un diverso obiettivo deve essere selezionato e il processo ripetuto;
- se l'obiettivo sembra raggiungibile, le SWOT sono utilizzate come input per la generazione di possibili strategie creative, utilizzando le seguenti domande:
  - come possiamo utilizzare e sfruttare ogni forza?
  - come possiamo migliorare ogni debolezza?
  - come si può sfruttare e beneficiare di ogni opportunità?
  - come possiamo ridurre ciascuna delle minacce?

### Fattori interni ed esterni
I quattro punti dell'analisi SWOT (forze, debolezze, opportunità e minacce) provengono da un'unica catena di valori intrinseci alla società e possono essere raggruppati in due categorie:
- Fattori interni: sono i punti di forza e di debolezza interni dell'organizzazione. L'identificazione di tali fattori può essere svolta attraverso un'analisi PRIMO-F.
- Fattori esterni: sono le opportunità e le minacce presenti all'esterno dell'organizzazione. L'identificazione di tali fattori può essere svolta attraverso un'analisi PEST o PESTLE.

I fattori interni possono essere visti come punti di forza o di debolezza a seconda del loro impatto sull'organizzazione dei suoi obiettivi. Ciò che può rappresentare un punto di forza rispetto a un obiettivo può essere di debolezza per un altro obiettivo.
I fattori interni possono comprendere il personale, la finanza, le capacità di produzione, e così via. I fattori esterni possono includere le questioni macroeconomiche, il mutamento tecnologico, la legislazione, e cambiamenti socio-culturali, così come i cambiamenti nel mercato e posizione competitiva.

### La pianificazione del lavoro
Come parte dello sviluppo di strategie e di piani per consentire il raggiungimento dei suoi obiettivi, ogni organizzazione può utilizzare un processo sistematico e rigoroso noto come pianificazione aziendale  e/o PEST possono essere utilizzate come base per l'analisi delle imprese e dei fattori ambientali.
- Impostazione degli obiettivi: la definizione di ciò che l'organizzazione sta andando a fare.
- Scansione ambientale: le valutazioni all'interno dell'organizzazione della SWOT, che includono una valutazione della situazione attuale così come un portafoglio di prodotti/servizi e l'analisi del ciclo di vita del prodotto/servizio.
- Analisi delle strategie esistenti: la verifica della pertinenza dei risultati di un interno/esterno di valutazione. Ciò può comprendere l'analisi del divario (gap analysis) che esaminerà i fattori ambientali.
- Questioni strategiche definite: fattori chiave per lo sviluppo di un piano aziendale che deve essere affrontato con l'organizzazione.
- Sviluppo di nuove/revisione delle strategie: la revisione dell'analisi di questioni strategiche può comportare la necessità di modificare gli obiettivi.
- Definizione dei fattori critici di successo: il raggiungimento degli obiettivi e la strategia di attuazione.
- Preparazione di informazioni operative, delle risorse, dei progetti per i piani di attuazione della strategia.
- I risultati del monitoraggio: mappatura sulla scorta di piani, intervento correttivo che potrebbe significare la modifica degli obiettivi e delle strategie[2].

## Gruppi di analisi SWOT
Idealmente, l'analisi SWOT andrebbe svolta da un cross-functional team o una task force che rappresenta una vasta gamma di prospettive. Ad esempio, un team di SWOT può includere un contabile, un venditore, un direttore esecutivo, un ingegnere, e un difensore civico.

## Utilizzi
L'utilità di analisi SWOT non è limitata ai fini di lucro delle organizzazioni. L'analisi SWOT può essere utilizzata in qualsiasi processo decisionale in cui uno stato finale desiderato (obiettivo) è stato definito. Gli esempi includono: organizzazioni no-profit, unità governative e singoli individui.
L'analisi SWOT può essere utilizzata anche in pre-crisi e come pianificazione preventiva nella gestione delle crisi.
Un'analisi SWOT può essere incorporata nel modello di pianificazione strategica assieme ad un'Analisi Strategico Creative (SCAN). L'individuazione delle SWOT è essenziale per definire i passi successivi nel processo di pianificazione per il raggiungimento degli obiettivi.
L'analisi SWOT viene spesso utilizzata nelle università per individuare punti di forza e di debolezza, opportunità, minacce e le aree di possibile sviluppo.

### Le verifiche di corrispondenza e di conversione
Un altro modo di utilizzare SWOT è per una verifica di corrispondenza e/o di conversione.
La corrispondenza nelle SWOT è usata per trovare vantaggi competitivi facendo corrispondere i punti di forza alle opportunità.
La conversione nelle SWOT consiste nell'applicare le strategie di conversione per trasformare le minacce o punti deboli in punti di forza o di opportunità.
Un esempio di strategia di conversione è quello di trovare nuovi mercati. Se le minacce o le carenze non possono essere convertiti una società dovrebbe cercare di ridurre al minimo o evitarle del tutto.

## Vantaggi e svantaggi
L'analisi SWOT può limitare le strategie in considerazione nella valutazione. "Inoltre, le persone che fanno uso di SWOT potrebbero concludere di aver fatto un adeguato lavoro di pianificazione ed ignorare altre importanti attività, come la definizione degli obiettivi aziendali o il calcolo del ROI per le strategie alternative".
Alcune ricerche di Menon et al. (1999) e Hill e Westbrook (1997) hanno dimostrato che le SWOT potrebbero influenzare le prestazioni. J. Scott Armstrong descrive, in alternativa alle analisi SWOT, un approccio strutturato in 5 fasi che conduce ad una migliore performance aziendale.
Queste critiche sono rivolte a una vecchia versione di analisi SWOT che precede l'analisi SWOT sopra descritta sotto la voce "strategica e l'uso creativo di SWOT Analysis."
Questa vecchia versione non richiedeva che la SWOT fosse derivata da un obiettivo precedentemente concordato.
L'analisi SWOT è solo un riassunto tabellare degli aspetti più rilevanti di una indagine economica o aziendale; l'enfasì dello schema "SWOT" è l'espressione di quel tipico atteggiamento di persuasione psicologica degli economisti e degli aziendalisti che pretende di contrabbandare come dati oggettivi delle emerite valutazioni.

## L'analisi SWOT-landscape

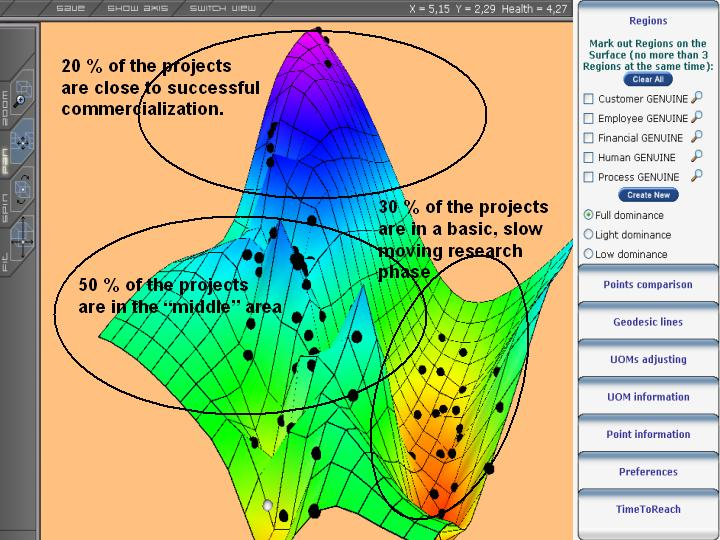

L'analisi SWOT-landscape mostra diverse situazioni gestionali tramite la rappresentazione e la previsione delle prestazioni dinamiche comparabili di oggetti in base alle classificazioni di Brendan Kitts, Leif Edvinsson e Tord Beding (2000).
In tale analisi, i cambiamenti nelle prestazioni relative vengono continuamente identificati, mentre sono evidenziati i progetti (o altre unità di misura) che potrebbero essere potenziali opportunità o rischio di oggetti.
La SWOT-grafica nell'immagine descrive anche che i fattori di forza/debolezza che hanno avuto o avranno probabilmente una più alta influenza nel contesto del valore d'uso (ad esempio fluttuazioni del valore del capitale).
L'analisi SWOT è solo un metodo di classificazione e ha una propria debolezza. Ad esempio, si può tendere a convincere le imprese a compilare le liste, piuttosto che pensare a ciò che è realmente importante per il raggiungimento degli obiettivi. Si presenta anche il caso di elenchi presentati acriticamente e senza una chiara definizione delle priorità con la conseguenza che, ad esempio, possa apparire una opportunità meno forte di quanto reale per bilanciare minacce meno forti di quanto siano.
È prudente non eliminare troppo rapidamente qualsiasi inserimento di "elementi" nella SWOT. L'importanza dei singoli SWOT sarà verificata in base al valore delle strategie che genera. Un elemento SWOT che genera strategie è importante. Un elemento SWOT che non produce strategie non è importante.

## Il fattore critico di successo
Il fattore critico di successo (CSF) è un elemento necessario ad un'organizzazione o ad un progetto per realizzare la sua missione.
Tale termine è stato inizialmente utilizzato nell'ambito dell'analisi dei dati. Ad esempio un CSF per il successo della Information Technology (IT) è il coinvolgimento degli utenti.
Un piano dovrebbe essere attuato considerando la piattaforma per la crescita, gli utili e i seguenti fattori critici di successo:
- Liquidità: flusso di cassa positivo, crescita dei ricavi e dei margini di profitto.
- Futuro: acquisire nuovi clienti e / o distributori.
- Soddisfazione del cliente: il cliente è soddisfatto?
- Qualità: come è la qualità del prodotto o del servizio?
- Sviluppo del prodotto o del servizio: cosa c'è di nuovo che permetterà di aumentare gli affari con i clienti esistenti e di attrarne di nuovi?
- Capitale intellettuale: aumentare ciò che è redditizio.
- Le relazioni strategiche: nuove fonti di business, di prodotti ed esterne alle entrate.
- Capacità di attrazione e di conservazione: la capacità di fare estendere il passaparola.
- Sostenibilità: la capacità di mantenere il tutto in corso.